# Parotoplana circinnata
Parotoplana circinnata är en plattmaskart som först beskrevs av Calandrucc 1897.  Parotoplana circinnata ingår i släktet Parotoplana och familjen Otoplanidae. Inga underarter finns listade i Catalogue of Life.